# Sant Miquel de Cornellà de Terri
Sant Miquel de Cornellà de Terri és una església del veïnat de Prades del Terri (Cornellà del Terri,  Pla de l'Estany) inclosa a l'Inventari del Patrimoni Arquitectònic de Catalunya.

## Descripció
Petita església de planta rectangular, d'una sola nau i absis posterior. Fou construïda sobre una antiga construcció d'origen romànic. La coberta és de teula àrab a dues vessants. Les parets portants són de maçoneria, arrebossada a les façanes, deixant a la vista els carreus de les cantonades i els que emmarquen la porta d'accés. Coronant la façana principal hi ha un campanar d'espadanya.
Les parets interiors estan recobertes amb pintures, possiblement de l'època que fou construïda l'església.

## Història
Antigament en aquest lloc hi havia hagut una església romànica dedicada a Sant Miquel. Va ser cremada durant dels Remences i l'any 1863 fou aixecat l'edifici actual sobre les parets de l'anterior. En un magatzem que es troba sota la capella es pot veure en el seu interior una part de paret i l'arrencament de l'absis de l'antiga església romànica.
Durant la Guerra Civil (1936-1939) foren cremades les imatges de Sant Miquel, Sant Josep i Santa Esperança que es trobaven a l'interior.